# Ursula Strauss
Ursula Strauss (* 25. April 1974 in Melk, Niederösterreich) ist eine österreichische Schauspielerin und Sängerin.

## Leben und Wirken
Ursula Strauss wuchs in Pöchlarn im Bezirk Melk auf, wo ihr Vater Rupert Strauß ÖVP-Bürgermeister war.  Nach der Matura an der Bildungsanstalt für Kindergartenpädagogik in Amstetten zog sie nach Wien und besuchte dort von 1993 bis 1996 die Schauspielschule am Volkstheater. Anschließend war sie in verschiedenen Rollen am Volkstheater engagiert. Danach spielte sie im Hoftheater Gossam, in der St. Pöltner Bühne im Hof, an den Melker Sommerspielen, am Ensemble Theater Wien, Theater Drachengasse, Theater in der Josefstadt, Theater Kiel, Stadttheater Klagenfurt und am TEATA Köln.
Im Jahr 1999 begann ihre Filmkarriere. Ihre erste Hauptrolle spielte sie in Böse Zellen (2003). Für ihre Hauptrolle in Revanche (2008) wurde sie beim Grazer Filmfestival Diagonale, das üblicherweise keine Schauspielpreise vergibt, mit einem Spezialpreis ausgezeichnet.
Nach Gastauftritten in diversen Fernsehserien übernahm sie in der ab 2009 ausgestrahlten Krimiserie Schnell ermittelt die Hauptrolle der Kommissarin Angelika Schnell, für die sie 2010 eine Romy erhielt. Für ihre Darstellung in Elisabeth Scharangs Spielfilm Vielleicht in einem anderen Leben gewann sie 2012 den Österreichischen Filmpreis.
Ab 2012 wirkte sie an verschiedenen Produktionen am Wiener Rabenhoftheater mit, unter anderem in Iba de gaunz oamen Leit (Christine Nöstlinger) und Wien Mitte (Ernst Molden), und seit 2012 ist sie auch Programmleiterin des Festivals „Wachau in Echtzeit“.

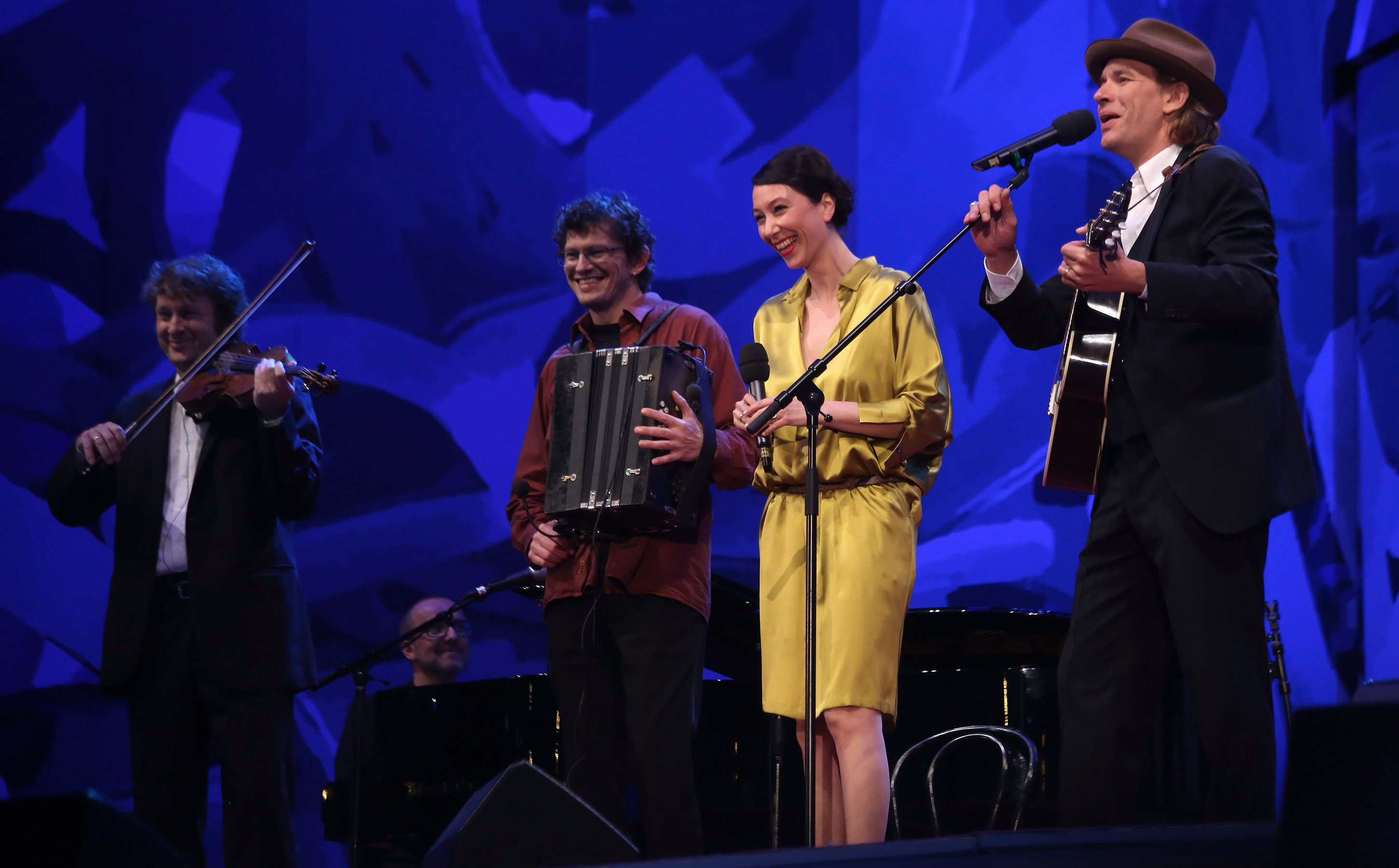
2013 bei der Eröffnung der Wiener Festwochen

Im Oktober 2013 übernahm sie gemeinsam mit Stefan Ruzowitzky die Präsidentschaft der Akademie des Österreichischen Films. Im November 2021 folgten ihnen Verena Altenberger und Arash T. Riahi in dieser Funktion nach.
Nachdem Ursula Strauss im September 2014 einen schweren Verkehrsunfall als Beifahrerin erlitten hatte, musste sie ihre geplanten Dreharbeiten zur ORF-Serie Schnell ermittelt absagen.
Über ihr Privatleben gibt es nur wenige Informationen; so ist der Name ihres Ehepartners, den sie im August 2014 heiratete, der Öffentlichkeit nach wie vor unbekannt.
Im Sommer 2018 spielte sie bei den Nibelungenfestspielen Worms unter der Regie von Roger Vontobel in Siegfrieds Erben die Rolle der Brunhild.
In der ORF-Serie Wischen ist Macht (2020) verkörperte sie die Rolle der Michelle Sendracek, die eine Reinigungsfirma (Dreck.Weg.Sendracek) betreibt.  Im April 2021 stand sie für Dreharbeiten zum fünften und letzten Teil der Fernsehserie Maria Theresia unter der Regie von Robert Dornhelm in der Titelrolle vor der Kamera.
2020 veröffentlichte sie mit Ernst Molden das Album Wüdnis, das die beiden auch live aufführten. Das Album Oame Söö (Ernst Molden, Herbert Pixner, Ursula Strauss, Maria Petrova und Manuel Randi) folgte 2022.
Seit Herbst 2022 ist Strauss Mitglied der Deutschen Filmakademie.
2025 übernimmt Ursula Strauss beim Theatersommer Haag unter der Regie Leander Haußmanns die Titelrolle im Stück Die eingebildete Kranke von Thomas Brussig nach Molière.

## Filmografie (Auswahl)

### Kinofilme
- 2000: Gelbe Kirschen
- 2003: Böse Zellen
- 2006: Kotsch
- 2005: Crash Test Dummies
- 2006: Krankheit der Jugend
- 2006: Fallen
- 2008: Revanche
- 2010: Vielleicht in einem anderen Leben
- 2011: Mein bester Feind
- 2011: Michael
- 2013: Oktober November
- 2015: Ma Folie
- 2015: MindGamers
- 2016: Maikäfer flieg
- 2016: Mein Fleisch und Blut
- 2021: Le Prince
- 2022: Geschichten vom Franz
- 2023: Neue Geschichten vom Franz
- 2024: Gina
- 2025: Altweibersommer

### Fernsehfilme
- 2005: Kampl (Regie: Herbert Föttinger)
- 2005: Zwei Weihnachtshunde
- 2008: Ein halbes Leben (Regie: Nikolaus Leytner)
- 2008: Die Liebe ein Traum (Regie: Xaver Schwarzenberger)
- 2010: Die Spätzünder (Regie: Wolfgang Murnberger)
- 2010: Aufschneider (Regie: David Schalko)
- 2010: Willkommen in Wien (Regie: Nikolaus Leytner)
- 2011: Die Abstauber (Regie: Wolfgang Murnberger)
- 2013: Alles Schwindel (Regie: Wolfgang Murnberger)
- 2013: Tod in den Bergen
- 2013: Die Spätzünder 2 – Der Himmel soll warten (Regie: Wolfgang Murnberger)
- 2014: Eine Handvoll Briefe
- 2015: Käthe Kruse
- 2015: Meine fremde Frau
- 2015: Margarethe Ottillinger – Die Frau, die zu viel wusste (Regie: Klaus T. Steindl)
- 2015: Mein gebrauchter Mann
- 2016: Die Stille danach
- 2016: Das Sacher
- 2017: Meine fremde Freundin
- 2019: Sarah Kohr – Das verschwundene Mädchen (Fernsehreihe)
- 2024: Herrhausen – Der Herr des Geldes

### Fernsehserien
- 2004: Kommissar Rex – Die Leiche lebte noch
- 2005: SOKO Kitzbühel – Blattschuss
- 2007: Novotny & Maroudi – Zahngötter in Weiß (Gastauftritt in 2 Folgen)
- 2008: Trautmann – Die Hanno-Herz-Story
- seit 2009: Schnell ermittelt
- 2009: Tatort – Kinderwunsch
- 2012: Spuren des Bösen – Racheengel
- 2014: Unter Verdacht – Mutterseelenallein (Regie: Martin Weinhart)
- 2014: Polizeiruf 110 – Abwärts
- 2014: Boͤsterreich – Witwentröster und Frauenmörder
- 2015: Altes Geld (Miniserie, 8 Folgen)
- 2015: Das Institut – Oase des Scheiterns
- 2016: Pregau – Kein Weg zurück (4 Folgen)
- 2018: Tatort: Ich töte niemand
- 2019: Sarah Kohr – Das verschwundene Mädchen
- 2019: Vienna Blood – Die letzte Séance
- 2020: Wischen ist Macht (18 Folgen)
- 2020: Die Chefin (Folge 62 Geschwister)
- 2022: Maria Theresia (Miniserie, Teil 5)
- 2022: Euer Ehren
- 2022: Was zählt
- 2023: Die zweite Welle (6 Folgen)
- 2024: Biester

### Kurzfilme
- 2009: WIR-BEIDE-TEE[16]
- 2018: Es wird besser[17]
- 2020: Das leere Blatt[18]

## Diskografie
- 2020: Wüdnis (mit Ernst Molden)
- 2022: Oame Söö (mit Ernst Molden, Herbert Pixner, Maria Petrova und Manuel Randi)

## Auszeichnungen

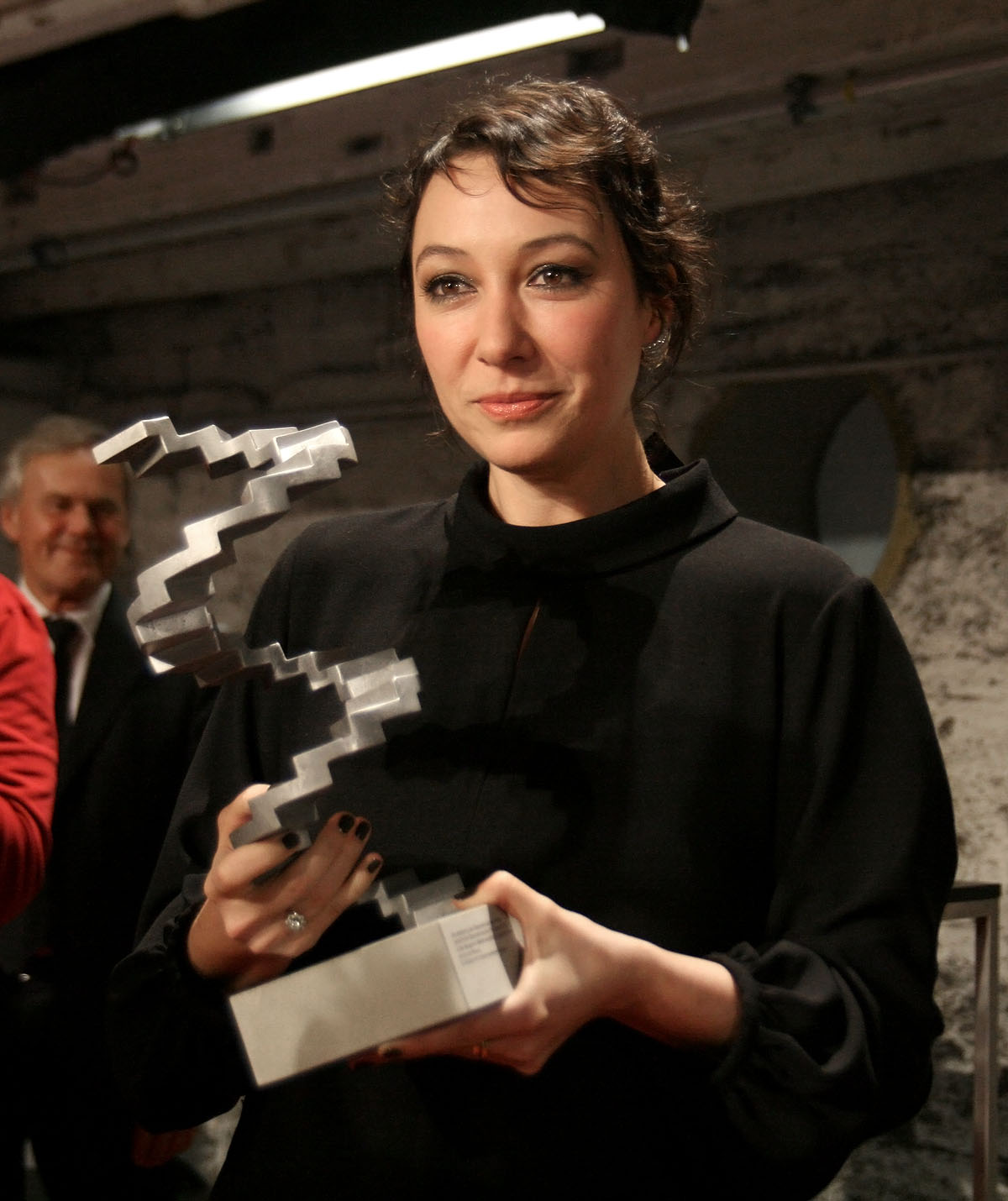
Österreichischer Filmpreis 2012: Ursula Strauss mit der Trophäe

- 2008: Diagonale – Spezialpreis der Jury für einen bemerkenswerten Auftritt in Revanche
- 2010: Romy als beliebtester Serienstar in Schnell ermittelt
- 2011: Romy als beliebteste Schauspielerin
- 2012: Österreichischer Filmpreis als beste weibliche Darstellerin in Vielleicht in einem anderen Leben
- 2016: Diagonale-Schauspielpreis für Maikäfer flieg!
- 2016: Romy als beliebteste Schauspielerin Kino/TV-Film in Meine fremde Frau
- 2017: Romy als beliebteste Schauspielerin Kino/TV-Film
- 2018: Mario-Adorf-Preis der Nibelungen-Festspiele Worms[19]
- 2020: Diagonale – Großer Schauspielpreis[20]
- 2020: Romy als beliebteste Schauspielerin Serie/Reihe für Wischen ist Macht
- 2021:  Preis der Deutschen Filmkritik als Beste Darstellerin in Le Prince

## Publikationen
- 2018: Warum ich nicht mehr fliegen kann und wie ich gegen Zwerge kämpfte: Bilder und Geschichten, aufgezeichnet von Doris Priesching, Amalthea Signum Verlag, ISBN 978-3-99050-131-3